# アマル・ジェマル
アマル・ジェマル（阿: عمار الجمل, Ammar Jemal, 1987年4月20日 - ）は、チュニジア・ムサケン出身の元同国代表サッカー選手。現役時代のポジションはディフェンダー。

## 代表歴
2009年2月11日のオランダ代表戦でチュニジア代表デビューし、2009年3月28日の2010 FIFAワールドカップ・アフリカ予選・ケニア代表戦で初ゴールを記録した。アフリカネイションズカップ2010に出場した。

## タイトル
- エトワール・サヘル

CAFチャンピオンズリーグ(1): 2007
CAFスーパーカップ(1): 2007
CAFコンフェデレーションカップ(1): 2006
チュニジア・リーグ(2): 2007, 2016